# Kyrkoval i Svenska kyrkan
Denna artikel handlar om kyrkoval i Svenska kyrkan. För det allmänna begreppet, se Kyrkoval.

Svenska kyrkans vapen.

Kyrkovalet är val till de beslutande instanserna i Svenska kyrkan:
- Kyrkofullmäktige är det högsta beslutande organet på lokal nivå för församling eller pastorat (flera församlingar med gemensam styrning).
- Stiftsfullmäktige är del av den regionala nivån, stiftet, som har till uppgift att stödja församlingarna.
- Kyrkomötet är Svenska kyrkans högsta beslutande organ på nationell nivå.

Medlemmar i Svenska kyrkan som har fyllt 16 år och är folkbokförda i Sverige är röstberättigade. Valet hålls vart fjärde år. Sedan Svenska kyrkan år 2000 fick ändrade relationer till staten, ansvarar kyrkan själv för sina val och de är numera direkta på i stort sett alla nivåer. Kyrkovalet 2021 genomfördes den 19 september 2021, med tretton nationellt deltagande nomineringsgrupper till kyrkomötet.

## Historik
Till och med 1994 ägde de direkta kyrkliga valen rum i oktober samma år som de allmänna valen, och mandatperioden var från 1970 tre år. 1994 valdes kyrkofullmäktige för tre år, medan mandatperioden i de allmänna valen då ändrades till att vara fyra år. Därmed kom det sig att det arrangerades kyrkliga val i september 1997 (fortfarande av de statliga och kommunala myndigheterna) för en period av fyra år, eftersom de allmänna valen ägde rum först 1998. Syftet var att åstadkomma val under olika år framöver samt att övergången från statlig till mer självstyrande kyrka skulle ske med ledamöter som deltagit i övergången.
Den 16 september 2001 var första gången som kyrkan ansvarade för valen, och det var också första gången som valen till stiftsfullmäktige och kyrkomötet blev direkta (tidigare utsågs dessa organ indirekt genom elektorer i församlingarna). Mandatperioden blev då också fyra år. Därefter har kyrkoval ägt rum den 18 september 2005, 20 september 2009, 15 september 2013, 17 september 2017 och 19 september 2021.
År 2011 beslöt kyrkomötet att två av dess ledamöter ska väljas av kyrkoråden Svenska kyrkans utlandsförsamlingar.

## Nomineringsgrupper
I de direkta kyrkliga valen fördelas mandaten proportionellt utifrån kandidatlistor. Dessa kandidatlistor sammanställs av nomineringsgrupper, som är motsvarigheten till politiska partier. Eftersom Svenska kyrkan varit statskyrka har de sekulära partierna sedan 1930-talet ställt upp även i de kyrkliga valen, men på senare år har några av partierna dragit sig ur och flera nomineringsgrupper orienterade efter kyrkliga frågor har bildats.

### Mandatfördelning i kyrkomötet

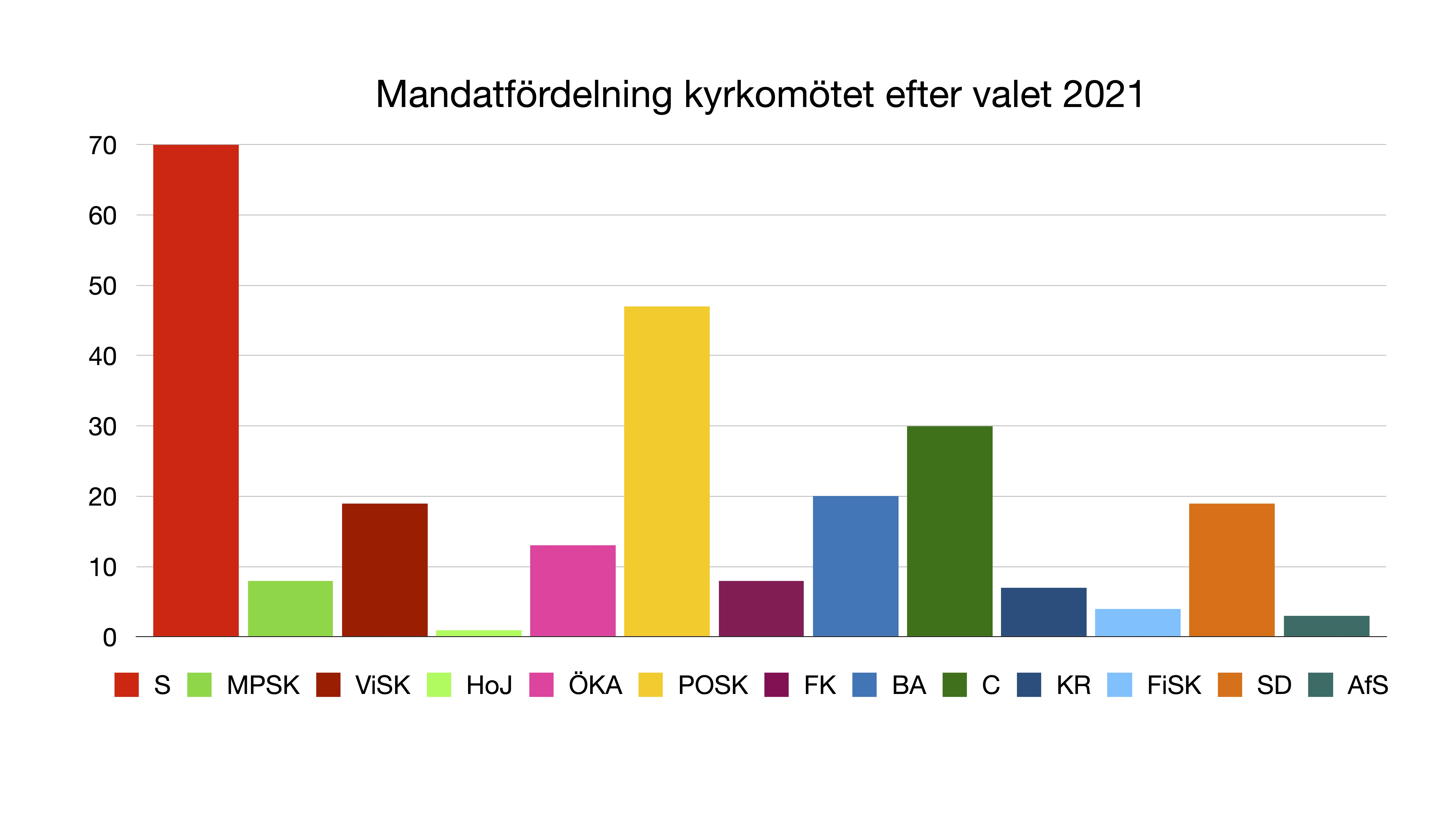
Mandatfördelning kyrkomötet 2022-2025

Mandatfördelning i kyrkomötet under mandatperioderna efter Svenska kyrkans separation från staten.
| Nomineringsgrupp                               | Mandat |      |      |      |      |      |
| Nomineringsgrupp                               | 2001   | 2005 | 2009 | 2013 | 2017 | 2021 |
| ---------------------------------------------- | ------ | ---- | ---- | ---- | ---- | ---- |
| Alternativ för Sverige (AfS)                   | –      | –    | –    | –    | –    | 3    |
| Arbetarepartiet-Socialdemokraterna (S)         | 74     | 71   | 71   | 73   | 76   | 70   |
| Borgerligt alternativ (BA)                     | 48     | 45   | 41   | 31   | 22   | 20   |
| Centerpartiet (C)                              | 43     | 41   | 34   | 30   | 34   | 30   |
| Fria liberaler i Svenska kyrkan (FiSK)         | 15     | 15   | 13   | 8    | 7    | 4    |
| Frimodig kyrka (FK)                            | –      | 7    | 13   | 12   | 10   | 8    |
| Gabriel (G)                                    | 1      | 1    | –    | –    | –    | –    |
| Himmel och Jord (HoJ)                          | –      | –    | –    | –    | –    | 1    |
| Kristdemokrater för en levande kyrka (KR)      | 24     | 17   | 18   | 12   | 7    | 7    |
| Kyrklig samverkan i Visby stift (KSV)          | 1      | 1    | 1    | 1    | 0    | 0    |
| Miljöpartister i Svenska kyrkan (MPSK)         | –      | 4    | 8    | 12   | 6    | 8    |
| Partipolitiskt obundna i Svenska kyrkan (POSK) | 36     | 34   | 33   | 38   | 43   | 47   |
| Seniorpartiet (SPI)                            | –      | 1    | 1    | 0    | –    | –    |
| Sverigedemokraterna (SD)                       | 2      | 4    | 7    | 15   | 24   | 19   |
| Vänstern i Svenska kyrkan (ViSK)               | 4      | 3    | 3    | 6    | 9    | 19   |
| Öppen kyrka – en kyrka för alla (ÖKA)          | 3      | 7    | 8    | 11   | 11   | 13   |
| Summa                                          | 251    | 251  | 251  | 249  | 249  | 249  |
| Svenska kyrkan i utlandet                      | –      | –    | –    | 2    | 2    | 2    |

#### Övriga deltagande nomineringsgrupper
Förutom de ovanstående deltog också nomineringsgrupperna Camelotpartiet (Camelot), Ung i kyrkan (UIK) och Personvalslistan Kyrkligt samarbete (KyS) i 2001 års val, dock utan att vinna mandat. Skanör Falsterbo kyrkans väl (SFKV) har deltagit 2001, 2009 och 2013. 2005 deltog också Elävä seurakunta – Levande församling (eslf) utan att vinna något mandat. Vid valet 2017 deltog Gröna kristna (GK), Trygghetspartiet (TRP) och Vägen utan att vinna något mandat.

## Rösträtt
För att ha rösträtt i de direkta kyrkliga valen måste man vara medlem i Svenska kyrkan, vara folkbokförd i Sverige senast då röstlängden fastställs och ha fyllt 16 år senast på valdagen.
Det innebär att församlingsmedlemmar i Svenska kyrkan i utlandet saknar rösträtt trots att de betalar medlemsavgift till Svenska kyrkan.

## Valbarhet till uppdrag som förtroendevald
Gemensamt för alla nivåer är att för att vara valbar ska personen vara döpt, medlem i Svenska kyrkan, folkbokförd i den enhet valet gäller, och senast på valdagen har fyllt 18 år. Undantag från kravet att vara döpt finns för de som redan har eller har haft ett uppdrag som förtroendevald innan den 1 januari 2000.  

### Nationell nivå
För att vara valbar i direkta val till Kyrkomötet krävs, förutom de övriga kriterierna ovan, endast att man är folkbokförd i Sverige. Valbarhetskraven för de två kyrkomötesledamöter som väljs indirekt av utlandsförsamlingarna kan variera, eftersom de inte är enhetligt fastslagna utan regleras av respektive församlingsordning.
Biskopar är inte valbara till Kyrkomötet, ej heller anställda i ledande ställning på den nationella nivån. Biskopar deltar dock i kyrkomötets arbete och ingår i andra organ på den nationella nivån ex officio (genom sitt ämbete).

### Stiftsnivå
Valbar till stiftsfullmäktige är den som är folkbokförd i någon av stiftets församlingar, och uppfyller de övergripande kraven. 
Biskopar och domprostar är inte valbara till stiftsfullmäktige, ej heller andra stiftsanställda i ledande ställning. Biskopar och domprostar ingår dock ex officio i stiftsstyrelser och domkapitel.

### Lokal nivå
Valbar till kyrkofullmäktige är den som är folkbokförd i församlingen eller i någon av församlingarna i pastoratet, och uppfyller de övergripande kraven. 
Biskopar är inte valbara till kyrkofullmäktige, ej heller kyrkoherden och övriga anställda med ledande ställning i församlingen eller pastoratet. Med ledande ställning avses de som har övergripande chefstjänster, till exempel kanslichefer, kyrkokamrerer, kyrkogårdschefer eller andra förvaltningschefer. Kyrkoherde är i sin församling eller pastorat dock ex officio ledamot i kyrkorådet (och församlingsråden).

#### Medlemmar i icke-territoriella församlingar
Vid val till församling är den som tillhör en icke-territoriell församling inte valbar i den territoriella församling vederbörande är folkbokförd utan i den icke-territoriella församlingen. Vid val till pastorat är den som tillhör en icke-territoriell församling bara valbar i pastorat där den icke-territoriella församlingen ingår.